# Чугун (посуда)

Чугунки из алюминиевого сплава:
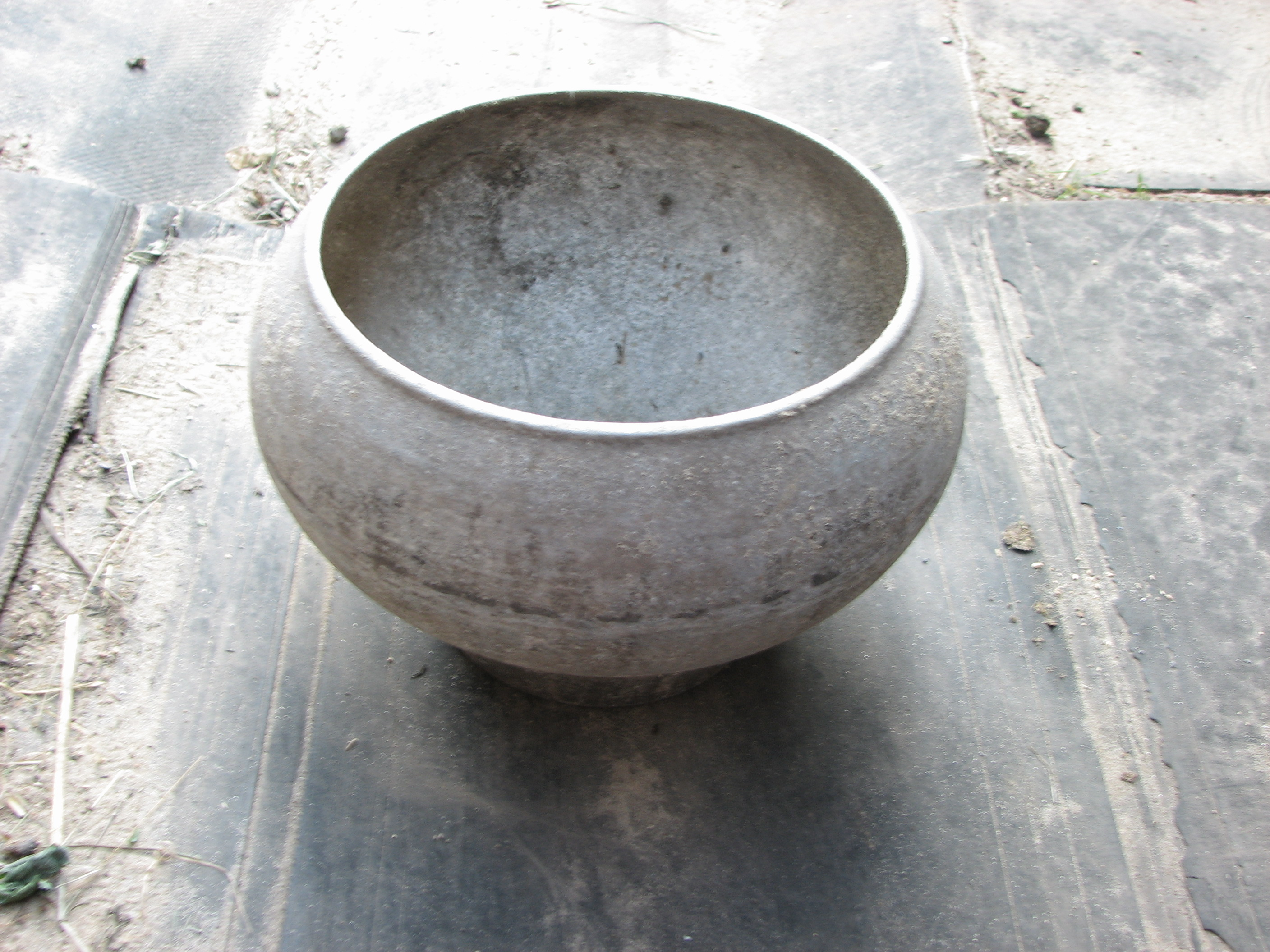
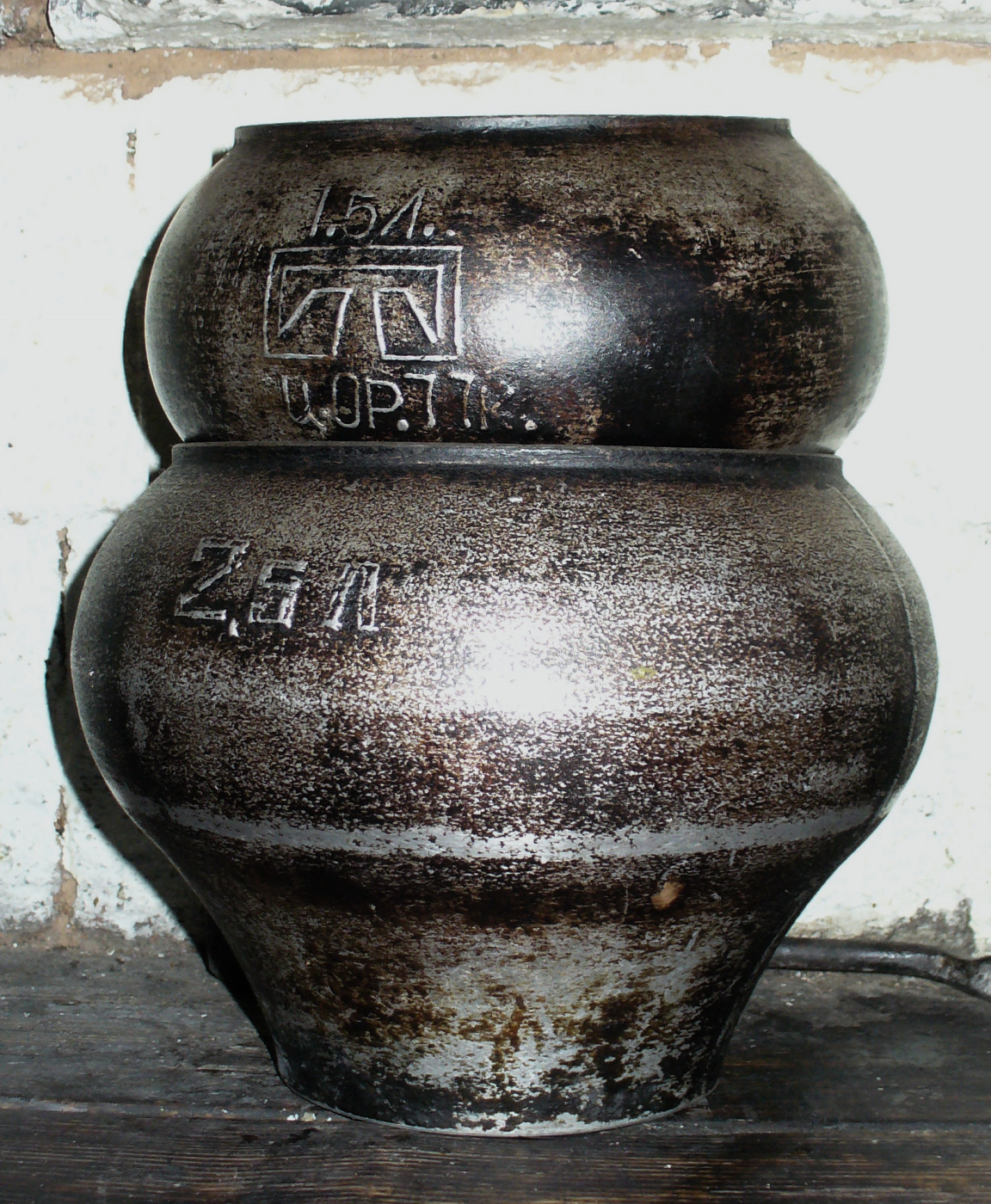

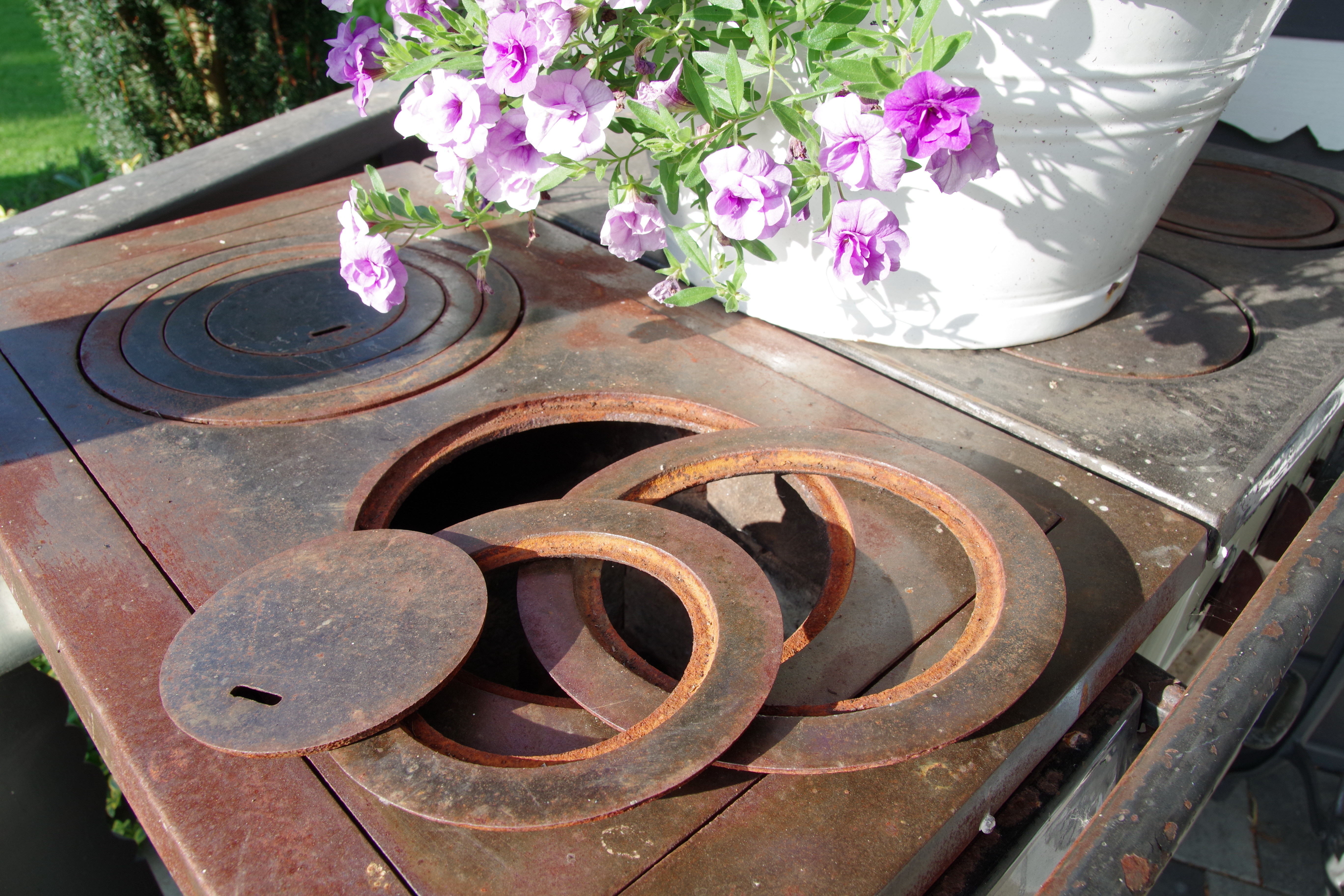
Чугунная плита дровяной печки, кольца конфорки снимались в зависимости от диаметра устанавливаемого чугунка

Чугу́н, чугуно́к — горшок из чугуна, позднее также из алюминиевого сплава, округлой формы, для тушения и варки в русской печи. Особенностью чугуна является его форма, повторяющая форму традиционного глиняного печного горшка: зауженный к низу, расширяющийся к верхней части и снова сужающийся к горлу. Такая форма позволяет ставить чугун в печь и вынимать его из печи с помощью особого инструмента — ухватa, представляющего собою разомкнутое металлическое кольцо на длинной деревянной ручке.
Объём от 1,5 до 20 литров. Чугун небольшой вместительности называется чугунок. Несмотря на кажущуюся древность этого вида посуды, металлические чугуны появились и получили широкое распространение лишь в самом конце XIX — начале XX веков. В это же время в России распространились чугунные кухонные плиты промышленного производства, в которых над топкой печи вместо кирпичного свода имелась металлическая панель со съёмными конфорками, в отверстия которых узким дном также ставились чугуны. В первой трети XX века начали производиться чугунки с эмалевыми покрытиями. Чугуны, как правило, имели клеймо завода-производителя, часто с указанием объёма в литрах.